# Platycheirus amplus
Platycheirus amplus là một loài ruồi trong họ Ruồi giả ong (Syrphidae). Loài này được Curran mô tả khoa học đầu tiên năm 1927. Platycheirus amplus phân bố ở vùng Cổ Bắc giới (Iceland)